# Aprotické polární rozpouštědlo
Aprotické polární rozpouštědlo je polární rozpouštědlo, které nemůže odštěpit proton. Tyto rozpouštědla nemají hydroxylové a aminové skupiny. Na rozdíl od protických rozpouštědel nemohou být donory protonů ve vodíkových vazbách, i když mohou být jejich akceptory. Do této skupiny patří řada různých rozpouštědel, například chlorované uhlovodíky. Aprotická polární rozpouštědla mohou rozpouštět soli.
Je známo několik způsobů přečišťování běžných aprotických rozpouštědel.
| Rozpouštědlo                   | Vzorec        | Teplota varu | Relativní permitivita | Hustota      | Dipólový moment (D) | Poznámky                                                                       |
| ------------------------------ | ------------- | ------------ | --------------------- | ------------ | ------------------- | ------------------------------------------------------------------------------ |
| Polární aprotická rozpouštědla |               |              |                       |              |                     |                                                                                |
| aceton                         | C3H6O         | 56,05 °C     | 21,83                 | 0,7845 g/cm3 | 2,91                | reaguje se silnými kyselinami a zásadami                                       |
| acetonitril                    | CH3CN         | 81,3–82,1 °C | 38,3                  | 0,776 g/cm3  | 3,20                | reaguje se silnými kyselinami a zásadami                                       |
| dichlormethan                  | CH2Cl2        | 39,6 °C      | 9,08                  | 1,3266 g/cm3 | 1,6                 | nízká teplota varu                                                             |
| dimethylformamid               | (CH3)2NCHO    | 153 °C       | 36,7                  | 0,95 g/cm3   | 3,86                | reaguje se silnými zásadami                                                    |
| dimethylpropylenmočovina       | (CH3)2C4H6N2O | 246,5 °C     | 36,12                 | 1,064 g/cm3  | 4,23                | vysoká teplota varu                                                            |
| dimethylsulfoxid               | (CH3)2SO      | 189 °C       | 46,7                  | 1,1 g/cm3    | 3,96                | reaguje se silnými zásadami a obtížně se přečišťuje                            |
| Ethylacetát                    | C4H8O2        | 77,11 °C     | 6,02                  | 0,902 g/cm3  | 1,88                | reaguje se silnými zásadami                                                    |
| hexamethylfosforamid           | [(CH3)2N]3PO  | 232,5 °C     | 29,6                  | 1,03 g/cm3   | 5,38                | vysoká teplota varu, vysoce toxický                                            |
| pyridin                        | C5H5N         | 115 °C       | 13,3                  | 0,982 g/cm3  | 2,22                | reaguje s protickými sloučeninami a Lewisovými kyselinami                      |
| sulfolan                       | C4H8SO2       | 286 °C       | ?                     | 1,27 g/cm3   | 4,8                 | vysoká teplota varu                                                            |
| tetrahydrofuran                | C4H8O         | 66 °C        | 7,6                   | 0,887 g/cm3  | 1,75                | polymerizuje se za přítomnosti silně protických sloučenin a Lewisových kyselin |